# Filippo Del Giudice

Filippo Del Giudice est un producteur de cinéma italien né le 26 mars 1892 à Trani (Pouilles) et mort le 31 décembre 1962 à Florence (Toscane).

## Biographie
Filippo Del Giudice fait des études de droit et devient avocat. En 1933 il fuit l'Italie fasciste et émigre en Angleterre où il fonde en 1937 Two Cities Films avec un autre Italien, Mario Zampi,.
Dès 1939, il collabore avec Anthony Asquith sur des films comme En français, messieurs (French Without Tears) ou Radio libre (Freedom Radio). Malgré cela Del Giudice et Zampi sont internés en 1940 sur l'Île de Man comme ressortissants d'un pays ennemi. Del Giudice arrive à négocier sa libération et relance Two Cities en produisant Ceux qui servent en mer (In Which We Serve) de Noël Coward et David Lean. Mais en 1944, pour rassembler les financements nécessaires à la très coûteuse production du Henry V de Laurence Olivier, il est obligé d'accepter la prise de contrôle par The Rank Organisation,.
Del Giudice quitte Two Cities en 1947 pour créer une nouvelle société de production, Pilgrim Pictures, mais les films qu'il produit ont moins de succès. Il retourne alors en Italie en 1950, où il ne produira plus de films, malgré quelques tentatives,.

## Filmographie
- 1943 : L'Étranger (The Demi-Paradise) d'Anthony Asquith
- 1944 : Henry V de Laurence Olivier
- 1945 : Le Chemin des étoiles (The Way to the Stars) d'Anthony Asquith
- 1946 : School for Secrets de Peter Ustinov
- 1946 : Amour tragique (Beware of Pity) de Maurice Elvey
- 1946 : The Way We Live de Jill Craigie
- 1946 : Carnival de Stanley Haynes
- 1947 : Fame Is the Spur (en) de Roy Boulting
- 1947 : L'Homme d'octobre (The October Man) de Roy Baker
- 1947 : Huit Heures de sursis (Odd Man Out) de Carol Reed
- 1947 : Les Monts brûlés (en) (Hungry Hill) de Brian Desmond Hurst
- 1948 : The Guinea Pig de Roy Boulting
- 1948 : Hamlet de Laurence Olivier
- 1948 : Vice Versa de Peter Ustinov
- 1950 : Chance of a Lifetime de Bernard Miles